# RWD–11
Az RWD–11 lengyel hatszemélyes regionális utasszállító repülőgép volt, melyet az 1930-as évek közepén terveztek és építettek. Csak egy prototípus készült el, sorozatban nem gyártották.

## Története
A lengyel közlekedési minisztérium 1932-ben bízta meg az Állami Repülőgépgyárakat (PZL) a kisforgalmú útvonalak kiszolgálására alkalmas könnyű utasszállító repülőgép kifejlesztésével. A PZL-nél Zbysław Ciołkosz vezetésével tervezték és építették meg a PZL.27-es gépet. Ezzel párhuzamosan a Kísérleti Repülőgép-üzemek (DWL) tervezőcsoportja, az RWD Stanisław Rogalski és Jerzy Drzewiecki irányításával is elkezdett 1933-ban egy fejlesztést annak reményében, hogy a PZL egyébként sem korszerű konstrukciójú gépét felülmúló tervükkel ők nyerik el végül az állami megrendelést.
A gép iránt a Légierő Parancsnoksága is érdeklődött. 1934-ben megrendelést adott a gépre, melyet a bombázó pilóták kétmotoros gépre – az akkor rendszeresítés előtt álló PZL.37 Łoś bombázóra – történő felkészítésre terveztek használni (ez a változat fegyverzetet is kapott volna). A DWL két sárkányt készített el. Az egyiket a földi statikai tesztekhez használták fel, míg a másikból megépítettek egy prototípust. A légierő azonban időközben visszavonta a megrendelést. Az SP-ASX lajstromjelet kapott géppel 1936 januárjában Aleksandr Onoszko berepülőpilóta hajtotta végre az első felszállást. 1936 szeptemberétől decemberéig a gépet a Repüléstechnikai Intézet (ITL) tesztelte. A gépbe eredetileg 220–225 LE-s motort terveztek, de a prototípusban végül a 205 LE-s hathengeres Walter Major motort építettek. A légierő végül is kifizette a prototípust, de további tesztek elvégzését írta elő. A berepülési program alatt néhány apróbb módosítást is végrehajtottak a gépen, melynek során megnyújtották az orr-részt, módosították  a vezérsíkokat, így osztott függőleges vezérsíkot kapott a gép. Ezekkel a módosításokkal 1937 augusztusára készültek el. A tesztek során visszatérő probléma volt, hogy nagyobb sebességeken a szárny hajlamos volt a vibrációra. A gépre végül nem érkezett megrendelés sem a katonai, sem polgári részről. Ennek fő oka az volt, hogy komoly ellentét alakult ki az állam és a DWL között a cég államosítására vonatkozó elképzelések miatt, melyre egyébként a DWL ellenállása miatt nem került sor. Így a prototípuson kívül további példányokat nem építettek.
A gépet a DWL használta saját céljaira. 1938-ban a gép egy leszállás során a főfutók becsuklása miatt  megsérült, A lengyelországi hadjárat során ilyen állapotban került német kézbe. A gépet később Berlin közelében látták német jelzéssel. További sorsáról nincs információ, valószínűleg megsemmisült a második világháború alatt.

## Műszaki jellemzői
Az RWD–11 alsószárnyas, vegyes, fém- és faépítésű repülőgép. A kétfőtartós, egyrészes (átmenő típusú), fából készült szárnyak szabadonhordók.  A szárny felső felülete az első főtartó előtti részen, valamint a szárny teljes alsó felülete rétegeslemez borítású, a szárny többi részét vászonnal borították. A szárnyakat a szárvégtől a motorgondoláig tartó négyrészes, Handley-Page rendszerű automatikus orrsegédszárnnyal szerelték fel. A szárnyak réselt differenciálcsűrőket kaptak. A módosítások után a gép osztott függőleges vezérsíkkal rendelkezett.
A törzs króm-molibdén acélcsövekből hegesztett rácsszerkezet. Elől, az utaskabinig rétegeslemezzel, a törzs hátsó részén vászonnal borított. Az utaskabinban hat (egyes források szerint nyolc) utast lehetett elhelyezni állítható ülésekben. Az utasfülke fűtését a motorok kipufogórendszerébe épített hőcserélővel oldották meg. Az utaskabin mögött kapott helyet a csomagtér. Szükség esetén az ülések eltávolításával szállító géppé, vagy postarepülőgéppé lehetett alakítani. A pilótakabin kétszemélyes, a két pilóta egymás mellett foglalt helyet.
A motorokat kétoldalt, a szárnyba épített motorgondolában helyezték el. Mindkét gondolában a motor mögött volt az olajtartály. A motorok ellenőrző műszereit a gondola belső oldalára építették, ahol jól láthatók voltak a pilótafülkéből.  A szárnyakban két 140 literes üzemanyagtartály kapott helyet. A gép motorja a hathengeres, lógó hengerelrendezésű, soros, léghűtéses Walter Major 6–II benzinmotor volt, melyek egy-egy kéttollú légcsavart hajtottak.
A gép hárompontos futóművel rendelkezett. A főfutók olaj-gáz töltésű rugóstagokat tartalmaztak. A főfutókat a motorgondolába lehetett behúzni. A főfutókon közepes nyomású Dunlop abroncsok voltak. A farokfutó nem behúzható, de a későbbi változathoz már behúzható farokfutót terveztek használni.

## Műszaki adatok

### Geometriai méretek és tömegadatok
- Hossz: 10,65 m
- Fesztáv: 16,2 m
- Magasság: 3,3 m
- Szárnyfelület: 25 m²
- Üres tömeg: 1740 kg
- Felszálló tömeg: 2650 kg
- Hasznos tömeg: 910 kg

### Motorok
- Motorok száma: 2 db
- Típusa: Walter Major 6–II hathengeres, soros, léghűtéses benzinmotor
- Maximális teljesítmény: 153 kW (205 LE) - egyenként

### Repülési jellemzők
- Legnagyobb sebesség: 340 km/h
- Utazósebesség: 255 km/h
- Minimális sebesség: 95 km/h
- Emelkedőképesség: 3,8 m/s
- Maximális repülési magasság: 4100 m
- Hatótávolság: 800 km
- Maximális repülési idő: 3,3 h

## Lásd még
Hasonló feladatkörű repülőgépek:
- PZL.27